# Csáky Kálmán
Körösszeghi és adorjáni gróf Csáky Kálmán (Kassa, 1836. november 6. – Budapest, 1894. december 9.) császári és királyi kamarás, magyar királyi honvédhuszár-ezredes, a magyar főrendiház tagja, Nagyküküllő vármegye főispánja, országgyűlési képviselő.

## Élete
Csáky Tivadar gróf és Rholly Klára fia. Katonai pályára lépvén, a grazi katonai intézetben nyerte kiképeztetését, azután a közös hadseregbe lépett, melyet azonban birtokai kezelése végett elhagyott. Az 1861. évi országgyűlésen részt vett a főrendiház tárgyalásaiban. Szepes megyében, ahol szép birtokkal rendelkezett, tiszteletbeli főjegyző és a gazdasági egylet elnöke volt és a magyar szellem fejlesztésére megyéjében nagy befolyást gyakorolt. 1863. október 10-én Welbachban feleségül vette Csáky Natáliát (1842-1929). A honvédség újjászervezésekor mint kapitány a huszárok közé lépett és ezután kizárólag katonai hivatásának élt. 1882. november 26-tól ezredes és eleinte a Debrecenben állomásozó 2. huszárezred parancsnokságával, majd a 2. lovas-dandár-parancsnokság vezetésével bizatott meg Budapesten.
Cikkeket írt a Vadász- és Versenylapba: A lótenyésztés emeléséről (1858.) és Válasz a honvédség lovai c. cikkre (1873.)